# Arnoglossus armstrongi
Arnoglossus armstrongi är en fiskart som beskrevs av Scott, 1975. Arnoglossus armstrongi ingår i släktet Arnoglossus och familjen tungevarsfiskar. Inga underarter finns listade i Catalogue of Life.